# Campeonato Africano de Futebol Sub-17
O Campeonato Africano Sub-17 é um campeonato de futebol organizado pela Confederação Africana de Futebol (CAF), realizado desde 1985 para jogadores com até 17 anos de idade. O torneio é disputado a cada dois anos e, desde 1995, distribui vagas para o Campeonato Mundial Sub-17 da FIFA, que se disputa no mesmo ano. Entre 1985 e 1993 eram disputadas apenas eliminatórias para o Mundial.

## Resultados

### Qualificação para o Mundial (Sub-16)
| Ano           | Sede        |                 | Mundial      | Mundial      | Mundial |
| Ano           | Sede        | Classificado    | Classificado | Classificado |         |
| ------------- | ----------- | --------------- | ------------ | ------------ | ------- |
| 1985 Detalhes | ida e volta | Congo           | Guiné        | Nigéria      |         |
| 1987 Detalhes | ida e volta | Costa do Marfim | Egito        | Nigéria      |         |
| 1989 Detalhes | ida e volta | Gana            | Guiné        | Nigéria      |         |

### Qualificação para o Mundial (Sub-17)
| Ano           | Sede        |              | Mundial      | Mundial      | Mundial |
| Ano           | Sede        | Classificado | Classificado | Classificado |         |
| ------------- | ----------- | ------------ | ------------ | ------------ | ------- |
| 1991 Detalhes | ida e volta | Gana         | Congo        | Sudão        |         |
| 1993 Detalhes | ida e volta | Gana         | Nigéria      | Tunísia      |         |

### Campeonato Africano Sub-17
| 1995 Detalhes | Mali      | Gana            | 3–1 Pro                             | Nigéria       | Guiné           | 2–1 Pro                               | Mali            |
| 1997 Detalhes | Botswana  | Egito           | 1–0                                 | Mali          | Gana            | 1–0                                   | Etiópia         |
| 1999 Detalhes | Guiné     | Gana            | 3–1                                 | Burkina Faso  | Mali            | 1–0                                   | Camarões        |
| 2001 Detalhes | Seicheles | Nigéria         | 3–0                                 | Burkina Faso  | Mali            | –                                     |                 |
| 2003 Detalhes | Essuatíni | Camarões        | 1–0 Pro                             | Serra Leoa    | Nigéria         | 3–1                                   | Egito           |
| 2005 Detalhes | Gâmbia    | Gâmbia          | 1–0                                 | Gana          | Costa do Marfim | 1–0                                   | África do Sul   |
| 2007 Detalhes | Togo      | Nigéria         | 1–0 Pro                             | Togo          | Gana            | 1–0                                   | Tunísia         |
| 2009 Detalhes | Argélia   | Gâmbia          | 3–1                                 | Argélia       | Burkina Faso    | 2–0                                   | Malawi          |
| 2011 Detalhes | Ruanda    | Burkina Faso    | 2–1                                 | Ruanda        | Congo           | 2–1                                   | Costa do Marfim |
| 2013 Detalhes | Marrocos  | Costa do Marfim | 1–1 (5 – 4) na disputa por pênaltis | Nigéria       | Tunísia         | 1–1 (11 – 10) na disputa por pênaltis | Marrocos        |
| 2015 Detalhes | Níger     | Mali            | 2–0                                 | África do Sul | Guiné           | 3–1                                   | Nigéria         |
| 2017 Detalhes | Gabão     | Mali            | 1–0                                 | Gana          | Guiné           | 3–1                                   | Níger           |
| 2019 Detalhes | Tanzânia  | Camarões        | 0–0 (5 – 3) na disputa por pênaltis | Guiné         | Angola          | 2–1                                   | Nigéria         |
| 2023 Detalhes | Argélia   | Senegal         | 2–1                                 | Marrocos      | Burkina Faso    | 2–1                                   | Mali            |
| 2025 Detalhes | Marrocos  | Marrocos        | 0–0 (4 – 2) na disputa por pênaltis | Mali          | Costa do Marfim | 1–1 (4 – 1) na disputa por pênaltis   | Burkina Faso    |

## Títulos
| Seleção         | Títulos        | Vices          | Terceiros            | Quartos        |
| --------------- | -------------- | -------------- | -------------------- | -------------- |
| Gana            | 2 (1995, 1999) | 2 (2005, 2017) | 2 (1997, 2007)       | –              |
| Nigéria         | 2 (2001, 2007) | 2 (1995, 2013) | 1 (2003)             | 2 (2015, 2019) |
| Mali            | 2 (2015, 2017) | 2 (1997, 2025) | 2 (1999, 2001)       | 2 (1995, 2023) |
| Camarões        | 2 (2003, 2019) | –              | –                    | 1 (1999)       |
| Gâmbia          | 2 (2005, 2009) | –              | –                    | –              |
| Burquina Fasso  | 1 (2011)       | 2 (1999, 2001) | 2 (2009, 2023)       | 1 (2025)       |
| Costa do Marfim | 1 (2013)       | –              | 2 (2005, 2025)       | 1 (2011)       |
| Egito           | 1 (1997)       | –              | –                    | 1 (2003)       |
| Senegal         | 1 (2023)       | –              | –                    | –              |
| Marrocos        | 1 (2025)       | 1 (2023)       | –                    | 1 (2013)       |
| Guiné           | –              | 1 (2019)       | 3 (1995, 2015, 2017) | –              |
| África do Sul   | –              | 1 (2015)       | –                    | 1 (2005)       |
| Serra Leoa      | –              | 1 (2003)       | –                    | –              |
| Togo            | –              | 1 (2007)       | –                    | –              |
| Argélia         | –              | 1 (2009)       | –                    | –              |
| Ruanda          | –              | 1 (2011)       | –                    | –              |
| Tunísia         | –              | –              | 1 (2013)             | 1 (2007)       |
| Congo           | –              | –              | 1 (2011)             | –              |
| Angola          | –              | –              | 1 (2019)             | –              |
| Etiópia         | –              | –              | –                    | 1 (1997)       |
| Malawi          | –              | –              | –                    | 1 (2009)       |
| Níger           | –              | –              | –                    | 1 (2017)       |